# Robert Vito
Robert Vito, właśc. Robert Vito Diaz (ur. 13 lipca 1987 w Tampie) – amerykański aktor. W 2004 był nominowany do Nagrody Młodych Artystów za rolę w filmie Mali agenci 3D: Trójwymiarowy odjazd. W latach 2000–2001 występował jako Neil Kanelos w serialu Port Charles.